# Leo Lelis
Leonardo Silva Lelis (1993. november 15. –) brazil labdarúgó, jelenleg a Videoton FC középpályása.

## Pályafutása
A Chicago Fire SC színeiben a 2012–2013-as szezonban 2 alkalommal lépett a pályára. 2013. március 23-án, a Columbus Crew ellen mérkőzésen sárga lapot kapott a 90. percben.
2013 szeptemberében leigazolta a Videoton FC.